# نظرية الإجماع الثقافي
نظرية الإجماع الثقافي هي نهج متبع في جمع المعلومات (التجميع، دمج البيانات) والتي تدعم إطار عملٍ لقياس المعتقدات وتقييمها من الناحية الثقافية؛ المعتقدات المشتركة إلى حد ما من قبل مجموعة من الأفراد. توجه نماذج الإجماع الثقافي عملية تجميع ردود الأفراد من أجل تقييم (1) الأجوبة الملائمة ثقافيًا لسلسلة من الأسئلة ذات الصلة (حين تكون الأجوبة مجهولة) و(2) الكفاءة الفردية (الكفاءة الثقافية) في الإجابة على تلك الأسئلة. تكون النظرية قابلة للتطبيق حين يكون هناك اتفاق كافٍ بين الأشخاص من أجل افتراض وجود مجموعة واحدة من الأجوبة. يُستخدم الاتفاق بين ثنائيات الأفراد لتقدير كفاءة الفرد الثقافية. تُقيَّم الأجوبة بموازنة ردود الأفراد من ناحية كفاءتهم ثم جمع هذه الردود.

## النظرية
تفترض نظرية الإجماع الثقافي أنه يجري تعلّم المعتقدات الثقافية ومشاركتها بين الأشخاص وأن هناك فهمًا مشتركًا حول ماهية العالم والمجتمع. تُعتبر كمية المعلومات في ثقافة ما كبيرة جدًا حتى يتمكن أي فرد من إتقانها، إذ يدرك الأفراد مجموعات جزئية مختلفة من المعرفة الثقافية ويختلفون في كفاءتهم الثقافية. المعتقدات الثقافية هي معتقدات يحتفظ بها معظم أعضاء الثقافة. على ضوء مجموعة من الأسئلة، من نفس الموضوع، يمكن تقييم الأجوبة حول المعتقدات أو الأعراف الثقافية المشتركة من خلال تجميع الردود عبر عيّنة من أعضاء الثقافة. حين يكون الاتفاق قريبًا من المطلق، تكون الإجابات التقديرية واضحة. المسألة التي تعالجها نظرية الإجماع الثقافي هي كيفية تقييم المعتقدات حين يكون هناك بعض التباين في الردود. بشكل عام، تقدم نظرية الإجماع الثقافي نموذجًا لتحديد ما إذا كانت الردود متجانسة بشكل كافٍ لتقييم مجموعة واحدة من الإجابات المشتركة، وبعدها تقدم تقديرًا للإجابات ولكفاءة الفرد الثقافية في الإجابة على الأسئلة.
لا تخلق نماذج الإجماع الثقافي إجماعًا أو تشرح لماذا هذا الإجماع موجود؛ إنها ببساطة تُسهل اكتشاف الإجماع المُحتمل ووصفه. يجب أن يكون هنالك درجة عالية من التوافق في الإجابات بين المقيّمين لاستخدام نظرية الإجماع؛ باتفاق كبير فقط يصبح من المعقول تجميع الردود لتقييم معتقدات المجموعة. على الرغم من أن هناك طرق إحصائية لتقدير ما إذا كان الاتفاق بين المقيّمين أكبر من اتفاقهم بالصدفة (الاختبار ذو الحدين، أو اختبار فريدمان، أو معامل اتفاق كندال)، لا تقدم هذه الطرق أفضل تقدير للإجابات «الصحيحة» ولا تقيّم كفاءة المقيّمين. قد تقيّم نظرية الإجماع الثقافي الكفاءة من خلال الاتفاق بين المشتركين، ويجري بعدها تقييم الإجابات من خلال «موازنة» الردود الفردية من ناحية الكفاءة قبل التجميع.
هناك خاصية مهمة جدًا في تجميع الردود هي أن الردود المجمّعة للأفراد ستكون أكثر دقة من ردود كل فرد مشمول في عملية التجميع. تقدم نظرية الوثوقية في علم النفس (تحديدًا، معامل الوثوقية ومعادلة تنبؤ سبيرمان براون) تقديرًا رياضيًا لدقة الردود المجمعة أو صحتها من خلال عدد الوحدات التي جُمّعت ومستوى الاتفاق بين الوحدات. في هذه الحالة، يمكن حساب دقة الردود المجمعة من عدد المشتركين ومعامل ارتباط بيرسون الوسطي بين كل ثنائيات المشتركين (عبر الأسئلة).

## الاستخدام
يجب استيفاء ثلاثة اعتبارات على الأقل من أجل استخدام نظرية الإجماع الثقافي:
1. يجب أن يُسأل المجيبون سلسلة من الأسئلة. يجب أن تكون جميع الأسئلة حول نفس الموضوع وعلى نفس المستوى من الصعوبة.[1] يتعلق هذا الافتراض بتجانس البنود ويعني هذا أنه يجب على البنود أن تمثل موضوعًا واحدًا فقط أو مجالًا واحدًا من المعرفة، وأن الكفاءة يجب أن تكون ثابتة بين البنود، أي إذا كان الشخص يجيب على فرع معين من الأسئلة بشكل جيد، فعليه أيضًا أن يجيب جيدًا على فرع آخر من الأسئلة. لا تُصحح الردود على الأسئلة أو يُعاد تنظيمها أو تبديلها أو إظهار انعكاساتها كما يحدث في اختبارات المعرفة والمقاييس السلوكية لأن الغرض هو استخدام الردود الأصلية لتقييم الإجابات الصحيحة ثقافيًا.
2. يجب أن يقدم كل مجيب إجاباته بشكل مستقل عن المجيبين الآخرين. هذا يعني أن الإجابات يجب أن يقدمها الأفراد لا المجموعات، ودون التشاور مع الآخرين. نماذج الإجماع ليست ملائمة للمقابلات الجماعية.
3. نموذج الإجماع الثقافي قابل للتطبيق فقط إن كان هناك مجموعة واحدة من الإجابات على الأسئلة.[2] هذا يعني أنه يجب أن يكون هناك مستوى عال من التناسق في الردود بين المجيبين، الذي يشير إليه البعض بالحقيقة المشتركة. لا يكون تجميع الردود تقديرًا صحيحًا إلا إذا كان هناك تناسق معقول في البيانات الأساسية. الخطوة الأولى في تطبيق نظرية الإجماع هي التحقق من وجود درجة عالية من الاتفاق بين المجيبين (مثلًا، التحقق من أن هناك نمط رد واحد فقط).

## نماذج النظرية
تشمل نظرية الوفاق الثقافي نماذج شكلية (منهجية) ونماذج غير شكلية. من الناحية العملية، غالبًا ما تُستخدم هذه النماذج لتقدير المعتقدات الثقافية، بما في ذلك مدى ذِكر الأفراد لمعتقدات كهذه. يعمل النموذج الشكلي لنظرية الإجماع الثقافي على نمذجة عملية اتخاذ القرار للإجابة عن الأسئلة. تقتصر هذه الصيغة على ردود من نمط حاسم: أسئلة ذات خيارات متعددة (من ضمنها تلك الأسئلة ثنائية الإجابة، صح/غلط أو نعم/لا) وأسئلة ذات ردود غير محددة (رد بكلمة واحدة أو جملة قصيرة لكل سؤال). هذه الصيغة من النموذج لها سلسلة من الاعتبارات الإضافية التي يجب تحقيقها، مثل عدم التحيز في الرد. يمتلك النموذج الشكلي أوجه تشابه مباشرة مع نظرية اكتشاف الإشارة ومع تحليل الصنف الكامن. تكون الصيغة غير الشكلية من النموذج متاحة كمجموعة من العمليات التحليلية وتأخذ معلومات مشابهة مع اعتبارات أقل. يوازي النموذج غير الشكلي التحليل العاملي على الأفراد (دون تدوير) ومن ثم فإن لديه أوجه تشابه مع تحليل العامل كيو (كما في منهجية كيو). يمكن أن تشمل الصيغة غير الشكلية من النموذج مجالًا من التقديرات وبيانات مصنفة للردود. يقدم كلا المنهجان تقديرات للإجابات الصحيحة ثقافيًا وتقديرات حول الاختلافات الفردية في دقة المعلومات الواردة.
هناك طريقة محددة من الصيغة الشكلية تُستخدم في تحليل البيانات هي النموذج الرياضي، وهو مجموعة من البديهيات المنطقية بالإضافة إلى اقتراحات وافتراضات مُستنبطة تشرح كيف تتلاءم المتغيرات التجريبية مع معايير (بارامترات) النموذج. في المقابل، يستخدم النموذج غير الشكلي عمليةَ تحليل الموثوقية.

## الكفاءة
تُقدَّر الكفاءة الثقافية من خلال التشابه في الردود بين ثنائيات المشاركين، إذ إن التوافق بين زوجين من المجيبين يتوقف على كفاءتهما الفردية. في النموذج الشكلي، يكون التشابه في احتمالية تحقق التطابق في الردود (طريقة المطابقة)، أو احتمالية تحقق مجموعات ردود معينة (طريقة الترابط الخطي بين المتغايرات). يجري بعدها تصحيح التطابق البسيط بالتخمين وتصحيح القياسات المتغايرة بنسبة الردود الإيجابية. في النموذج غير الشكلي، يُحسب التشابه عن طريق معامل ارتباط بيرسون.
يجري تحليل مصفوفة معاملات التوافق بين كل ثنائيات المشاركين بطريقة تحليل الباقي الأصغر (تحليل المحور الرئيسي دون دوران) لحل قيم الكفاءة المجهولة في القطر الرئيسي (قطر المصفوفة الرئيسي). (بالنسبة للنموذج غير الشكلي، يُفضل استخدام خوارزمية تحليل عامل الاحتمالية القصوى، لكن يمكن استخدام طريقة تحليل المحور الرئيسي أيضًا). لتحديد ما إذا كان الحل يلاقي معايير الإجماع الثقافي، حيث لا يوجد سوى عامل وحيد، تُستخدم قاعدة جودة الملائمة. إذا كانت نسبة قيمة المتجه الخاص الأولى إلى الثانية كبيرة مع قيم صغيرة بعد ذلك وكانت كل أحمال العامل الأول إيجابية، فمن المفترض أن تحتوي البيانات على عامل واحد أو نمط رد واحد فقط.